# 文尼察州州长
文尼察州州长（烏克蘭語：Вінницька обласна військова адміністрація）是文尼察州行政部门的负责人。该职位由乌克兰总统任命。现任州长为谢尔盖·博尔佐夫。